# Edad geológica
| Correspondencia entre unidades geocronológicas y cronoestratigráficas |                                        |
| Geocronológicas (tiempo)                                              | Cronoestratigráficas (cuerpos de roca) |
| Eón                                                                   | Eonotema                               |
| Era                                                                   | Eratema                                |
| Período                                                               | Sistema                                |
| Época                                                                 | Serie                                  |
| Edad                                                                  | Piso                                   |
| Cron                                                                  | Cronozona                              |

Una edad es una unidad geocronológica formal de la escala temporal geológica que representa el tiempo correspondiente a la duración de un piso. Los pisos, a su vez, son una de las unidades cronoestratigráficas en que se divide el registro geológico de la historia de la Tierra. Los pisos sucesivos cubren la totalidad del Fanerozoico (los últimos 542 millones de años), definidos principalmente por criterios bioestratigráficos, es decir, por presentar conjuntos de fósiles consistentes y diferenciables de las unidades adyacentes inferior y superior inmediatas. Cada edad es equivalente a un piso, con una duración media de pocos millones de años. Las técnicas de datación han permitido precisar, con cierto margen de error, los valores absolutos en millones de años correspondientes al inicio y final de cada piso y, por lo tanto, de cada edad.
Hay 102 pisos, y por tanto 102 edades, definidos o en proceso de definición, que cubren todo el Fanerozoico. Para el tiempo Precámbrico no han podido distinguirse ni edades ni épocas, por lo que las divisiones de la escala geocronológica global para el Precámbrico se han reconocido hasta la categoría de periodo.
Por convenio cada edad recibe el mismo nombre que su piso correspondiente, así, por ejemplo, se podría decir que «los Tyrannosaurus rex vivieron hacia el final de la edad Maastrichtiense» y que «no hemos encontrado fósiles de Tyrannosaurus rex en las capas basales del piso Maastrichtiense».
Las edades se agrupan en épocas, al igual que los pisos se agrupan en series. Las edades pueden subdividirse en unidades temporales más pequeñas, crones o biocrones, según se usen criterios magnetoestratigráficos o bioestratigráficos respectivamente.

## Definición y estandarización
Las edades se establecen automáticamente al definir formalmente los pisos a los que son equivalentes, los cuales se definen principalmente por criterios bioestratigráficos. Para los pisos se fijan estratotipos de límite inferior (GSSP), que son secciones estratigráficas concretas que sirven de referencia para todo el planeta. Se definen así únicamente los límites inferiores de cada piso y edad, pues la definición basada en estratotipos completos para cada uno llevaba a solapamientos o hiatos con el piso y edad anterior o posterior, habitualmente definido en otra sección alejada de la primera. Se eligen secciones de rocas sedimentarias de origen marino, pues los fósiles de organismos marinos (por ejemplo foraminíferos o ammonites) suelen tener una mayor dispersión geográfica y resolución bioestratigráfica que los terrestres. La datación absoluta de este límite, cuando es posible, permite establecer el inicio de la edad en millones de años.
Normalmente el criterio para ubicar el clavo dorado (término informal que señala el punto exacto del límite inferior de un piso en una sección de referencia) suele ser la primera aparición de fósiles de determinado taxón o conjunto de taxones o un cambio de polaridad magnética en el registro paleomagnético de la sucesión estratigráfica, que asegura una simultaneidad global del límite así definido.
Los límites y los nombres de pisos y edades se establecen desde 1974 por la Comisión Internacional de Estratigrafía, estando ya todo el Fanerozoico dividido en edades, aunque algunos, en 2012, están aún pendientes de nombrar y establecer los estratotipos de límite inferior definitivos.

## Historia

Antes del establecimiento de las edades como divisiones temporales de la historia de la Tierra ya se habían reconocido las tres divisiones principales del Fanerozoico, basadas en los registros fósil y estratigráfico, para las que se propusieron los términos Paleozoico (Sedgwick, 1838), Mesozoico y Cenozoico (Phillips, 1841) —aún vigentes—, y que se entendían como etapas sucesivas reales de la historia de la vida («fauna antigua» o «Era de los invertebrados y peces», «fauna intermedia» o «Era de los reptiles» y «fauna reciente» o «Era de los mamíferos» respectivamente).
Los primeros pisos fueron establecidos por Alcide d'Orbigny entre 1849 y 1852, pero en su uso no estaba claro, entre los científicos de la época, si se referían a los cuerpos estratificados de roca o al tiempo en que éstas se formaron, conceptos que variaban según diferentes escuelas y países. Con este estado de confusión, en 1880 durante el II Congreso Geológico Mundial, se tomó la decisión de distinguir entre ambos sistemas de referencia (rocas y tiempo), momento del que procede la diferenciación entre pisos y edades (unidades cronoestratigráficas y geocronológicas respectivamente).